# Stengårdshults socken
Stengårdshults socken i Småland ingick i Mo härad, ingår sedan 1974 i Gislaveds kommun i Jönköpings län och motsvarar från 2016 Stengårdshults distrikt.
Socknens areal är 95,40 kvadratkilometer, varav land 88,29. År 2000 fanns här 172 invånare. Kyrkbyn Stengårdshult med sockenkyrkan Stengårdshults kyrka ligger i socknen. 

## Administrativ historik
Stengårdshults socken har medeltida ursprung.
Vid kommunreformen 1862 övergick socknens ansvar för de kyrkliga frågorna till Stengårdshults församling och för de borgerliga frågorna till Stengårdshults landskommun.  Landskommunen inkorporerades 1952 i Södra Mo landskommun och 1974 uppgick detta område i Gislaveds kommun. Församlingen uppgick 2010 i Norra Hestra församling.
1 januari 2016 inrättades distriktet Stengårdshult, med samma omfattning som församlingen hade 1999/2000.  
Socknen har tillhört samma fögderier och domsagor som Mo härad. De indelta soldaterna tillhörde Jönköpings regemente, Mo härads kompani och Smålands grenadjärkår, Jönköpings kompani.

## Geografi
Stengårdshults socken ligger kring Stengårdshultssjön vid övre Nissans lopp. Socknen är en kuperad skogs- och mosstrakt med höjder som når 342 meter över havet.

## Fornlämningar
Känt från socknen är gravrösen med stensättningar och domarringar från bronsåldern och äldre järnåldern.

## Namnet
Namnet (1462 Stengarshulth) kommer från den gamla prästgården. Förleden är stengård, 'inhägnad av sten'. Efterleden är hult, liten skog.

### Fotnoter
1. 1 2  Svensk Uppslagsbok andra upplagan 1947–1955: Stengårdshult socken
2. 1 2  Harlén, Hans; Harlén Eivy (2003). Sverige från A till Ö: geografisk-historisk uppslagsbok. Stockholm: Kommentus. Libris 9337075. ISBN 91-7345-139-8
3. ↑  ”Församlingar”. Statistiska centralbyrån. https://www.scb.se/hitta-statistik/regional-statistik-och-kartor/regionala-indelningar/forsamlingar/. Läst 30 december 2022.
4. ↑  Administrativ historik för Stengårdshult socken (Klicka på församlingsposten). Källa: Nationella arkivdatabasen, Riksarkivet.
5. ↑  Indelta soldater, torp och rotar i Jönköpings län Arkiverad 24 januari 2012 hämtat från the Wayback Machine. Jönköpingsbygdens Genealogiska Förening
6. 1 2  Sjögren, Otto (1931). Sverige geografisk beskrivning del 2 Östergötlands, Jönköpings, Kronobergs, Kalmar och Gotlands län. Stockholm: Wahlström & Widstrand. Libris 9939
7. 1 2  Nationalencyklopedin
8. ↑  Fornlämningar, Statens historiska museum: Stengårdshults socken
9. ↑  Fornminnesregistret, Riksantikvarieämbetet: Stengårdshults socken Fornminnen i socknen erhålls på kartan genom att skriva in sockennamn (utan "socken") i "Ange geografiskt område"
10. ↑  Mats Wahlberg, red (2003). Svenskt ortnamnslexikon. Uppsala: Institutet för språk och folkminnen. Libris 8998039. ISBN 91-7229-020-X. https://isof.diva-portal.org/smash/get/diva2:1175717/FULLTEXT02.pdf